# Thế vận hội Mùa đông 1948
Thế vận hội Mùa đông 1948, tên chính thức Thế vận hội Mùa đông thứ V, là một sự kiện thể thao quốc tế tổ chức năm 1948 ở St. Moritz, Thụy Sĩ. Đây là Thế vận hội đầu tiên được tổ chức sau Chiến tranh thế giới lần hai; Thế vận hội đã bị hoãn 12 năm kể từ Thế vận hội Mùa đông 1936 tổ chức ở Đức. Sự kiện này được tổ chức ở một nước trung lập ngoại trừ Đức và Nhật Bản. Không khí chính trị của thế giới thời hậu chiến không tránh khỏi Thế vận hội. Ủy ban tổ chức gặp các vấn đề thiếu nguồn lực tài chính và con người gây ra bởi cuộc chiến.

## Các quốc gia tham dự

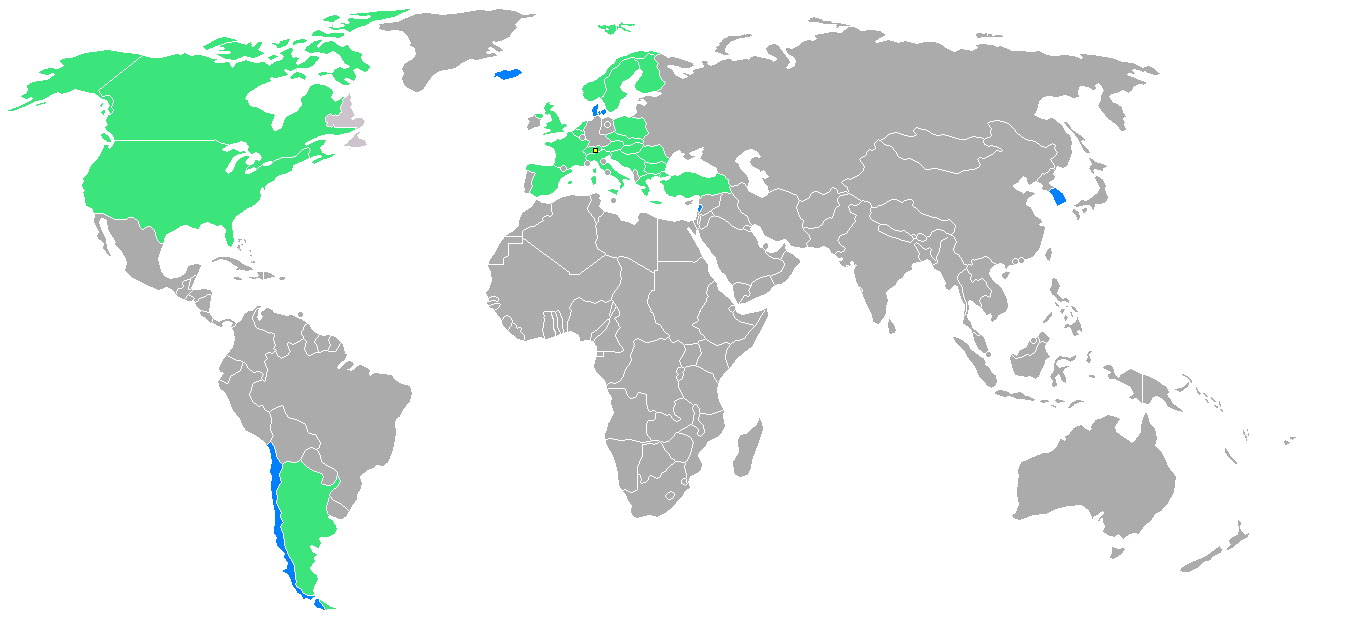
Các quốc gia tham dự

28 quốc gia tham dự ở St. Moritz, cùng số lượng với Thế vận hội Mùa đông 1936. Chile, Đan Mạch, Iceland, Hàn Quốc, và Liban lần đầu tiên tham dự Thế vận hội Mùa đông. Đức và Nhật Bản không được mời do vai trò trong Thế chiến II. Ý, mặc dù là quốc gia theo khối Phát Xít, được phép gửi vận động viên tham dự do đã gia nhập phe Đồng Minh năm 1943. Estonia và Latvia bị sáp nhập bởi Liên Xô năm 1940 và không tham gia với tư cách quốc gia độc lập cho tới năm 1992. Argentina trở lại sau khi bỏ hai kỳ Thế vận hội Mùa đông 1932 và 1936, Úc và Luxembourg không tham dự năm 1948, dù có tham dự năm 1936.
| - Argentina (ARG) - Áo (AUT) - Bỉ (BEL) - Bulgaria (BUL) - Canada (CAN) - Chile (CHI) - Tiệp Khắc (TCH) - Đan Mạch (DEN) - Phần Lan (FIN) - Pháp (FRA) |  | - Anh Quốc (GBR) - Hy Lạp (GRE) - Hungary (HUN) - Iceland (ISL) - Ý (ITA) - Hàn Quốc (KOR) - Liban (LIB) - Liechtenstein (LIE) - Hà Lan (NED) |  | - Na Uy (NOR) - Ba Lan (POL) - România (ROU) - Tây Ban Nha (ESP) - Thụy Điển (SWE) - Thụy Sĩ (SUI) - Thổ Nhĩ Kỳ (TUR) - Hoa Kỳ (USA) - Nam Tư (YUG) |

## Tổng huy chương
10 quốc gia dẫn đầu bảng tổng huy chương.
| 1  | Na Uy (NOR)             | 4 | 3 | 3 | 10 |
| 1  | Thụy Điển (SWE)         | 4 | 3 | 3 | 10 |
| 3  | Thụy Sĩ (SUI) (chủ nhà) | 3 | 4 | 3 | 10 |
| 4  | Hoa Kỳ (USA)            | 3 | 4 | 2 | 9  |
| 5  | Pháp (FRA)              | 2 | 1 | 2 | 5  |
| 6  | Canada (CAN)            | 2 | 0 | 1 | 3  |
| 7  | Áo (AUT)                | 1 | 3 | 4 | 8  |
| 8  | Phần Lan (FIN)          | 1 | 3 | 2 | 6  |
| 9  | Bỉ (BEL)                | 1 | 1 | 0 | 2  |
| 10 | Ý (ITA)                 | 1 | 0 | 0 | 1  |

## Liên kết
- "St Moritz 1948". Olympic.org. Ủy ban Olympic Quốc tế.